# Mỹ Anglo

Phần tô màu xanh lá cây trên bản đồ cho thấy khu vực Mỹ Ănglê

Mỹ Anglo (tiếng Anh: Anglo-America), hay Mỹ Ănglê, là một khu vực của châu Mỹ mà ở đó tiếng Anh là ngôn ngữ chính, hay văn hóa Anh Quốc và Đế quốc Anh đã có ảnh hưởng lịch sử, sắc tộc, ngôn ngữ và văn hóa quan trọng. Mỹ Anglo hiện nay thường đề cập đến Hoa Kỳ, phần lớn Canada (hai quốc gia thuộc Bắc Mỹ), và một số quốc gia thuộc vùng Caribe. Mỹ Anglo được phân biệt với Mỹ Latinh, nơi dùng phổ biến các ngôn ngữ Rôman.
| Quốc gia                    | Dân số      | Diện tích                                    | Mật độ                    |
| --------------------------- | ----------- | -------------------------------------------- | ------------------------- |
| Anguilla                    | 14.764      | 91 km2 (35 dặm vuông Anh)                    | 162,2/km2 (420/sq mi)     |
| Antigua và Barbuda          | 86.754      | 442,6 km2 (170,9 dặm vuông Anh)              | 196,0/km2 (508/sq mi)     |
| Bahamas                     | 310.426     | 10.010 km2 (3.860 dặm vuông Anh)             | 31,0/km2 (80/sq mi)       |
| Barbados                    | 285.653     | 430 km2 (170 dặm vuông Anh)                  | 664,3/km2 (1.721/sq mi)   |
| Belize                      | 314.522     | 22.806 km2 (8.805 dặm vuông Anh)             | 13,9/km2 (36/sq mi)       |
| Bermuda                     | 68.268      | 54 km2 (21 dặm vuông Anh)                    | 1.264,2/km2 (3.274/sq mi) |
| Quần đảo Virgin thuộc Anh   | 24.939      | 151 km2 (58 dặm vuông Anh)                   | 165,2/km2 (428/sq mi)     |
| Canada                      | 34.255.000  | 9.984.670 km2 (3.855.100 dặm vuông Anh)      | 3,7/km2 (9,6/sq mi)       |
| Cayman Islands              | 50.209      | 264 km2 (102 dặm vuông Anh)                  | 198,2/km2 (513/sq mi)     |
| Dominica                    | 72.813      | 751 km2 (290 dặm vuông Anh)                  | 97,0/km2 (251/sq mi)      |
| Quần đảo Falkland           | 3.140       | 12.173 km2 (4.700 dặm vuông Anh)             | 0,3/km2 (0,78/sq mi)      |
| Grenada                     | 107.818     | 344 km2 (133 dặm vuông Anh)                  | 313,4/km2 (812/sq mi)     |
| Guyana                      | 748.486     | 196.849 km2 (76.004 dặm vuông Anh)           | 3,8/km2 (9,8/sq mi)       |
| Jamaica                     | 2.847.232   | 10.831 km2 (4.182 dặm vuông Anh)             | 262,9/km2 (681/sq mi)     |
| Montserrat                  | 5.118       | 102 km2 (39 dặm vuông Anh)                   | 50,2/km2 (130/sq mi)      |
| Puerto Rico                 | 3.725.789   | 9.104 km2 (3.515 dặm vuông Anh)              | 430,0/km2 (1.114/sq mi)   |
| Saint Kitts và Nevis        | 49.898      | 261 km2 (101 dặm vuông Anh)                  | 191,2/km2 (495/sq mi)     |
| Saint Lucia                 | 160.922     | 606 km2 (234 dặm vuông Anh)                  | 265,5/km2 (688/sq mi)     |
| Saint Vincent và Grenadines | 104.217     | 389 km2 (150 dặm vuông Anh)                  | 267,9/km2 (694/sq mi)     |
| Trinidad and Tobago         | 1.228.691   | 5.128 km2 (1.980 dặm vuông Anh)              | 239,6/km2 (621/sq mi)     |
| Quần đảo Turks và Caicos    | 23.528      | 430 km2 (170 dặm vuông Anh)                  | 104/km2 (270/sq mi)       |
| Hoa Kỳ                      | 310.232.863 | 9.161.966 km2 (3.537.455 dặm vuông Anh)      | 33,9/km2 (88/sq mi)       |
| Quần đảo Virgin thuộc Mỹ    | 109.775     | 346 km2 (134 dặm vuông Anh)                  | 317,3/km2 (822/sq mi)     |
| Tổng                        | 354.335.567 | 18.527.553,6 km2 (7.153.528,4 dặm vuông Anh) | 18,9/km2 (49/sq mi)       |